# Querverweis
Querverweis oder kurz Verweis nennt man die Bezugnahme in einem Text auf eine andere Textstelle. In gedruckten Texten gibt es unterschiedliche Arten, Querverweise kenntlich zu machen, in Computerdokumenten können sie durch Hyperlinks realisiert werden.
Querverweise treten auf als:
- Binnenverweis, ein Hinweis, der auf eine Textstelle desselben Schriftwerkes, etwa eine andere Seite, eine Anmerkung oder Quellenangabe aufmerksam macht, in Form einer Fuß- oder Endnote, mit „siehe“ (Abkürzung: s., auch s. a. „siehe auch“) annotiert oder mit „vergleiche“ (Abkürzung: vgl.) oder Ähnlichem
- Eintrag in Glossaren und Verzeichnissen, der das Auffinden bestimmter Stellen oder Passagen im Bezugstext ermöglicht
- lexikalischer (etwa in Nachschlagewerken) oder bibliografischer Eintrag (bspw. im Register eines Kataloges) folgender Form:
  - „Siehe“-Verweis (auch Weiterleitung, engl. Redirect), der von einer nicht zu verwendenden Benennung auf die gültige Benennung verweist
  - Kreuzverweis im Sinne einer Referenz zwischen zwei gültigen Einträgen, die jeweils aufeinander verweisen (a → b und b → a)
  - assoziativer Verweis, der ähnliche Begriffe, Ober- und Unterbegriffe aufführt und ggf. hierarchisiert („siehe auch“)
- Hyperlink in einem Hypertext

In normativen Texten ermöglichen Querverweise die verbindliche Bezugnahme auf eine andere Rechtsvorschrift oder eine fremde Rechtsordnung – im letzteren Fall auch Renvoi (frz. für „Weiterverweisung“) genannt.